# Ommatius bromleyi
Ommatius bromleyi là một loài ruồi trong họ Asilidae. Ommatius bromleyi được Pritchard miêu tả năm 1935. Loài này phân bố ở vùng Tân Bắc giới.